# Peter Schneider
Peter Schneider (26 de marzo de 1939, Viena, Austria), es un director de orquesta austríaco especializado en el repertorio operístico alemán, destacadamente las óperas de Richard Wagner.

## Biografía y carrera
Integrante de los Niños Cantores de Viena en su infancia, cursó estudios de composición y dirección en la Academia de la Música de Viena, los primeros bajo la dirección de Karl Schiske y los segundos, con Hans Swarowsky.
Inició su carrera con veinte años, como correpetidor en el Landestheater de Salzburgo. Entre 1961 y 1968 fue Kapellmeister del Stadttheater de Heidelberg, pasando después a convertirse en Primer Kapellmeister de la Deutsche Oper am Rhein de Düsseldorf-Duisburg. Entre 1978 y 1985 fue el director de la Filarmónica de Bremen.  Entre 1985 y 1993 fue director Musical General del Nationaltheater de Mannheim. En 1992 sucedió a Wolfgang Sawallisch como Director Musical General de la Ópera Estatal de Baviera (Munich), puesto que desempeñó hasta 1998.
En 2004 fue nombrado Director Musical Honorario de la Ópera Estatal de Viena.
Peter Schneider es un director habitual en los principales teatros de ópera centroeuropeos: Ópera Alemana de Berlín, Ópera Estatal de Viena, Semperoper de Dresde y Ópera de Zúrich. También ha dirigido en el Metropolitan Opera House de Nueva York, en la Ópera de San Francisco y en Tokio.
Debutó en el Festival de Bayreuth en 1981, ocupándose de la reposición de la producción de Harry Kupfer de El holandés errante ese año y el siguiente. En 1984 tomó el relevo de Georg Solti al frente de la producción de El Anillo del Nibelungo de Peter Hall, que estuvo en cartel hasta 1986. Su buen hacer le hizo valedor de asumir al año siguiente la dirección de la nueva producción de Lohengrin, debida al cineasta alemán Werner Herzog y que estuvo en cartel con gran éxito hasta 1993, dirigiendo todas las funciones. En 1994, 1998 y 1999 se ocupó de la reposición de la producción de El holandés errante debida a Dieter Dorn. Regresó en 2005 para hacerse cargo de la reposición de la producción de Keith Warner de Lohengrin. De 2006 a 2012 dirigió Tristán e Isolda en la producción de Christoph Marthaler.
En el Festival de Salzburgo ha dirigido Don Giovanni, La flauta mágica y El caballero de la rosa.
Schneider ha sido un director habitual en España. Entre sus representaciones, merecen destacarse, en Madrid, Tristán e Isolda en el Teatro de la Zarzuela en 1989, con Richard Versalle, Montserrat Caballé y Brigitte Fassbaender o El Anillo del Nibelungo en el Teatro Real, cuyas jornadas fueron representándose sucesivamente entre 2002 y 2004. En Barcelona es de destacar, en el Gran Teatro del Liceo, Jenufa en 2005 y Tristán e Isolda en versión de concierto en septiembre de 2012 con la Orquesta del Festival de Bayreuth, en el contexto de los óperas ofrecidas por los solistas, coro y orquesta del Festival en la ciudad condal que inauguraron la temporada 2012/2013 con motivo del bicentenario del nacimiento de Wagner.

## Estilo y caracteres
Schneider se ubica en la tradición germana de los Kapellmeister, directores con amplia experiencia debido a su discurrir en su juventud por teatros pequeños en las obras tradicionales del repertorio germánico.
Dado que la práctica totalidad de su carrera se ha centrado en el repertorio operístico alemán, Schneider ha sido un habitual en los teatros centroeuropeos de primera fila, sobre todo para los repertorios más complejos, como es el caso de las óperas de Richard Wagner, al ofrecer unas garantías de solvencia. No obstante, la crítica ha calificado ese estilo saneado y competente de rutinario y poco imaginativo.

## Premios y condecoraciones
- Cruz de Honor de Austria para la Ciencia y el Arte, primera clase (1997)[1]
- Orden al Mérito Bávaro
- Director Honorario de la Ópera Estatal de Viena (2004)
- Galardonado por la Fundación de la Semperoper de Dresde (2008)
- Gran Insignia de Honor de Servicios a la República de Austria (2009)[2]
- Cuatro veces premiado como mejor director del año por el Gran Teatro del Liceo de Barcelona.

## Discografía
- Dvorak: Rusalka, Deutsche Oper am Rhein, 1975
- Killmayer: Yolimba, Orquesta Sinfónica de la Radio de Múnich, 1991
- Wagner: Lohengrin, Festival de Bayreuth, 1990 (DVD)
- Suk: Sinfonía Asrael, Orquesta Filarmónica de Montpellier, 2000
- Janacek: Jenufa, Liceo de Barcelona, 2005 (DVD)
- Wagner: Tristán e Isolda, Festival de Bayreuth, 2009 (DVD)
- Graciones de recitales con Edda Moser, Hildegard Behrens, Lioba Braun (2005) y Ben Heppner (2006)

| Predecesor: Wolfgang Sawallisch | Director Musical General, Ópera Estatal de Baviera 1992–1998 | Sucesor: Zubin Mehta |